# Elly Bovée
Elly Bovée (Fijnaart, Països Baixos- 1945) és una traductora neerlandesa. Quan cursava els estudis de secundària obligatòria, va estudiar alemany i llengües romàniques i, més endavant, treballant com a professora, va traduir poesia espanyola (Lorca, Machado, Jiménez, etc.). El 1985 va “descobrir” a Barcelona la llengua i la literatura catalanes. La plaça del Diamant, de Mercè Rodoreda, la va impressionar tant, que va voler compartir aquella experiència tan fantàstica amb altres lectors holandesos. Per poder traduir el llibre, va començar a estudiar català, cosa que li va obrir un nou món de riquesa literària. El 1987, l'any que l'editorial De Bezige Bij va publicar Colometa, Bovée va rebre un premi per a traductors novells. A part de Rodoreda, durant els anys següents va traduir novel·les d'altres escriptores: Montserrat Roig, Carme Riera, Isabel-Clara Simó, Imma Monsó i Najat el Hachmi (aquesta darrera en col·laboració). També va traduir l'ambiciosa novel·la El jardí dels set crepuscles, de Miquel de Palol, i La pell freda, d'Albert Sánchez Piñol. El 2011 va traduir la novel·la poètica Solitud, de Víctor Català, que Bovée considera el punt culminant de la seva obra com a traductora literària.
De l'espanyol ha traduït novel·les de Benito Pérez Galdós, Emilia Pardo Bazán, Álvaro Pombo, Luis Landero, Adelaida García Morales, Olga Guirao i de l'escriptora mexicana Ángeles Mastretta. A part del català, també ha estudiat la llengua i la literatura gallegues i ha traduït algunes novel·les de Manuel Rivas, obres d'Álvaro Cunqueiro i poesia de Rosalía de Castro.